# Żak (miesięcznik)
Żak (Miesięcznik Studentów Politechniki Wrocławskiej "Żak") - Pismo studenckie. Ukazuje się od października 1999 r. na terenie Politechniki Wrocławskiej i sporadycznie innych wrocławskich uczelni.

## Historia
Żak założony został na początku roku akademickiego 1999/2000 przez NZS Politechnika Wrocławska. Początkowo nosił roboczy tytuł "Student". Osobami, które zainicjowały powstanie tej gazety na Politechnice byli Krzysztof Kucza (pierwszy redaktor naczelny i wiceprzewodniczący NZS PWr) oraz Krzysztof Maj (przewodniczący NZS Pwr.). Czytelnicy w ogłoszonym wówczas konkursie zmienili mu nazwę na "Żaka". Był pierwszym po latach i do dziś jedynym pismem studenckim wydawanym przez Politechnikę Wrocławską. Przekazywał wówczas głównie informacje o pracy samorządu studenckiego i kilku organizacji studenckich (głównie NZS).
Po roku od powstania "Żak" przestał być pismem NZS-u i uniezależnił się. W 2002 r. uzyskał obecną poszerzoną nazwę, choć zarejestrowany potem został w Bibliotece Narodowej jako "Żak" pod numerem ISSN 1730-5152. Stał się wówczas pismem szeroko pojętej kultury studenckiej.
W wydawaniu pisma redakcji pomagają inne organizacje studenckie, nie tylko z politechniki. Przykładowo w latach 2005/2006 składem czasopisma zajmowało się Koło Naukowe Bibliotekoznawców Uniwersytetu Wrocławskiego a fotograficzną ilustrację pisma zapewniała m.in. Studencka Agencja Fotograficzna z Uniwersytetu Przyrodniczego. Częściowo współpracę swą zapewnia od lat Akademickie Radio LUZ, które ma swą siedzibę na tej samej uczelni co Żak.

## Statystyki
- Nakład 4000 egz. (stały od powstania pisma)
- Wydawany w każdym miesiącu poza wakacjami (zwykle 8 wydań na rok akademicki)
- Objętość 24 strony (w tym okładka)

## Stałe działy
(Każdy "Żak" poświęcony jest jednemu lub kilku tematom, więc nie wszystkie działy są w rzeczywistości "stałe")
Obecnie są to:
- Felieton
- Fotofelieton
- Kultura i sztuka
- Na początek
- Na koniec
- Opowiadanie
- Organizacje
- Politechnika
- Praca
- Różności
- Sport
- Szortpress
- Tu i ówdzie
- Życie Studenckie

## Redakcja "Żaka"
Redaktorami "Żaka" są studenci i absolwenci wrocławskich uczelni wyższych, głównie politechniki. Zajmują się zarówno pisaniem artykułów, jak i wykonywaniem zdjęć i grafiki, czy wreszcie składem gazety. Razem tworzą studencką agendę kultury, gdzie każdy może pisać na każdy temat.